# Amphithéâtre et cirque romains de Barcelone
L'amphithéâtre romain de Barcino est un amphithéâtre romain, actuellement invisible, situé à Barcelone, en Espagne. On suppose aussi qu'un cirque romain a existé dans un autre quartier de la ville.

## Hypothèse
La première proposition a été publiée par l'archéologue Jordina Sales qui soutient que quelques structures urbaines (rues en position radiale, une façade courbe devant de l'église, une proportion inhabituelle de voûtes et d'arcs médiévaux, etc.) découvertes autour de l'église Sainte-Marie-de-la-Mer de Barcelone, dans le quartier de la Ribera, indiquent avec certitude l'existence d'un bâtiment plus ancien.
De plus, sous l'église on a trouvé une couche de sable sur laquelle existait un cimetière plus récent, entre les IVe et VIIe siècles. L'église précédant l'actuelle s'appelait, d'ailleurs, d'une façon très significative Sancta Maria Arenae (« Sainte-Marie-des-Sables »), un nom habituel pour les églises commémoratives construites à l'intérieur de quelques amphithéâtres.
Au bout, la rue Argenteria se trouverait, la preuve la plus évidente de l'existence d'une via romaine menant de la porta principalis sinistra des murailles romaines (actuellement place de l'Ange) aux portes de cet amphithéâtre. Jusqu'à maintenant, ni reste archéologique certifié, ni document qui pouvant confirmer cette hypothèse n'a été découvert.

## Controverse

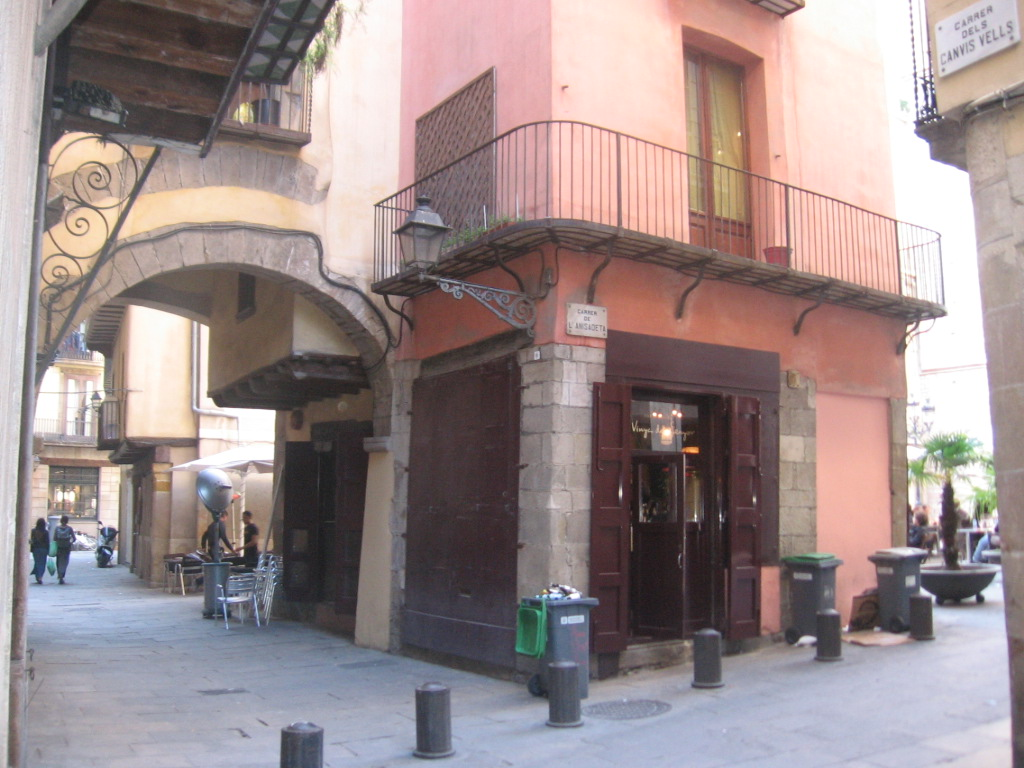
La rue Caputxes, à l'arrière de la maison courbe du nº 7 de la place Sainte-Marie. Les restes d'un arc antique, au-dessus de l'arc médiéval, sont visibles et pourraient être la voûte du couloir, sous les escaliers. Les restes de l'arène sont enterrés sous la place, à droite.

Plus récemment, une seconde hypothèse est publiée : l'amphithéâtre se situerait autour de l'église Sainte-Marie-du-Pin (es), à l'autre extrémité de l'antique Barcino. Quelques-uns des arguments de Sales sont utilisés à cette occasion pour exposer une hypothèse contraire, mais l'auteur omet de citer la thèse dont il se sert.
Il y a un surprenant parallélisme des axes de Sainte-Marie-de-la-Mer et du tracé du boulevard el Born (lieu où, au Moyen Âge, l'on pratiquait des joutes équestres). Si l'on considère les détails fossilisés de la place Sainte Marie et de la rue Caputxes que Sales indique, et le tracé de ce boulevard, il est facile d'imaginer un hypothétique cirque qui aurait jouxté le canal Rec Comtal, sous l'actuel marché du Born. On estime que ce cirque aurait des dimensions approchant celles du cirque de Tarragone.

## Quelques autres amphithéâtres romains
Quelques autres exemples d'amphithéâtres romains ont été découverts au-dessous de quartiers bâtis après leur disparition, dans quelques villes : à Lecce (Italie) ; Londres (Angleterre), au-dessous du musée Guildhall ; Cordoue (Espagne).